# Wálter Herrmann
Wálter Herrmann (* 26. Juni 1979 in Santa Fe, Argentinien) ist ein ehemaliger argentinischer Basketballspieler deutscher Abstammung. Herrmann wurde als Nationalspieler 2004 Olympiasieger und spielte von 2002 bis 2010, unterbrochen von drei Jahren in der US-amerikanischen Profiliga NBA, in der höchsten spanischen Spielklasse Liga ACB, wo er MVP 2003 und mit Unicaja Málaga 2006 spanischer Meister wurde. Nach 2010 war Herrmann, zeitweilig unterbrochen durch langwierige Verletzungen, noch in Südamerika aktiv, wo er mit dem brasilianischen Verein CR Flamengo den Intercontinental Cup 2014 gewann und brasilianischer Meister 2015 wurde. Zuletzt gewann Herrmann mit dem Klub aus San Lorenzo deren erste argentinische Meisterschaft.

## Spielerkarriere
Der 2,06 m große Forward begann seine Karriere bei Olìmpia de Venado Tuerto. Schon mit 20 erzielte er im Schnitt 13,2 Punkte. Es folgte der Wechsel zu Atenas Córdoba, mit denen er 2002 die Meisterschaft holte und dabei zum MVP der Finalserie gewählt wurde.
Auf Grund seiner starken Leistungen verpflichtete ihn der spanische Erstliga-Klub Baloncesto Fuenlabrada. In seinem ersten Jahr als Rookie wurde er zum Topscorer der gesamten Liga und zum Liga-MVP. Daraufhin nahm ihn 2003 mit dem Unicaja Málaga einer der renommiertesten Klubs Europas unter Vertrag.
Nach den bisherigen sportlichen Erfolgen folgten im Jahr 2003 Rückschläge im Privatleben. Am Tag, als Herrmann den Vertrag mit Málaga unterschrieben hatte, erfuhr er, dass seine Verlobte bei einem Autounfall ums Leben gekommen war. Es stellte sich später heraus, dass sie nicht die einzige war, die zu Schaden gekommen war. Auch seine Mutter und seine jüngere Schwester verloren ihr Leben bei dem Unfall. Schwer davon getroffen, erwog er, seine Karriere zu beenden, verwarf diesen Gedanken aber wieder. Ein Jahr darauf, nach dem Gewinn der Südamerika-Meisterschaft, wobei er im Finale 38 Punkte und 11 Rebounds erzielte, verstarb sein Vater an einem Herzinfarkt. Trotz diesem neuerlichen Schlag entschied Herrmann sich mit dem argentinischen Team zu den Olympischen Spielen nach Athen zu fahren. Das Team erreichte das Finale und gewann letztendlich die Goldmedaille.
Auf Klubebene folgte vor der Saison 2006/07 der Wechsel in die NBA zu den Charlotte Bobcats. Anfangs bekam Herrmann nur wenige Einsatzminuten, insgesamt nur 6 in den ersten 17 Spielen. Im März 2007 bekam er aber auch auf Grund von Verletzungen einen Platz in der Startaufstellung. Er nutzte seine Chance und wurde daraufhin zum Rookie des Monats März gewählt. Er beendete sein erstes NBA-Jahr mit einem Punkteschnitt von 9,2 pro Partie und wurde ins NBA All-Rookie Second Team gewählt.
Während der Saison 2007/08 wurde Herrmann (zusammen mit Primož Brezec im Tausch für Nazr Mohammed) zu den Detroit Pistons geschickt. Dort spielte er bis zum Ende der Saison 2008/2009. Im Juli 2009 unterschrieb er einen Vertrag über 2 Jahre bis zum Ende der Saison 2010/2011 bei Caja Laboral in Spanien.